# Завод ядерного палива (Смоліне)
Будівництво заводу з виробництва ядерного палива (АТ «Завод ядерного палива») на землях Смолінської шахти ДП «СхідГЗК» в смт Смоліне Маловисківського району Кіровоградської області номінально розпочалось 4 жовтня 2012 року. На заводі планувалося налагодити виробництво ядерного палива для реакторів ВВЕР-1000, що має посилити енергетичну безпеку України.
Згідно з початковим планом, українська сторона мала отримати контрольний пакет у СП у розмірі 50 % плюс 1 акція (решта акцій мала відійти російській стороні). Введення заводу до експлуатації планувалося на 2015 рік, щорічно завод мав виробляти до 400 тонн урану.
У 2015 році угоду з Росією з будівництва заводу було розірвано.

## Передумови

Чохол зі свіжим паливом для реактора ВВЕР-1000 на Балаковській АЕС.

За словами тогочасного президента НАЕК «Енергоатом» Юрія Недашковського, станом на 2012 р. лише дві компанії в світі освоїли виробництво шестигранних паливних збірок ТВЕЛів, саме таких, які використовуються в Україні — це російська компанія ТВЕЛ, яка займає 12 % світового ринку фабрикації ядерного палива, і транснаціональна компанія Westinghouse — 24 % ринку.
На Кіровоградщині працюють усі три українські шахти, що видобувають уранову руду. Одна копальня діє на околиці обласного центру, дві інших — у Маловисковському районі, де буде побудовано завод. З Кіровоградщини уранову руду везуть на первинне збагачення до Жовтих Вод на Дніпропетровщині, звідти — до Росії на фінальне виробництво чистого урану. Після введення заводу в дію, кіровоградська руда буде повертатися з Жовтих Вод на завод для остаточного використання.
Створення підприємства з виробництва ядерного палива для реакторів ВВЕР-1000 є одним із пріоритетних завдань розвитку атомної енергетики, визначених «Енергетичною стратегією України на період до 2030 року», державною програмою «Ядерне паливо України» і низкою урядових рішень, прийнятих на виконання «Енергетичної стратегії». Введення в експлуатацію підприємства з виробництва ядерного палива для реакторів ВВЕР-1000 забезпечить потребу АЕС України з ядерного палива, що сприятиме посиленню енергетичної безпеки України, зменшенню залежності від постачання ядерного палива для АЕС України з-за кордону.

## Історія
Наміри про будівництво заводу сягають ще 1990-х. Проєкт мало втілити в життя спеціально створене 1995 року спільне підприємство "УКРТВЗ" ("Спільне українсько-казахстансько-російське підприємство з виробництва ядерного палива"). Туди в рівних частках увійшли російська "ТВЕЛ" (дочка "Росатома"), казахстанська НАК "Казатомпром" і Фонд держмайна України. Тоді підписали угоду про сприяння проєкту. Україна мала виготовляти цирконієві труби, Казахстан - паливні таблетки. Росія повинна була збирати готові касети. Новозбудований завод мав бути переданий ПрАТ "Завод з виробництва ядерного палива". Контрольний пакет акцій у ньому належить держконцерну "Ядерне паливо" (50%+1 акція), решта – "ТВЕЛ".
Фактично далі задекларованого справа не рушила. Всі десятиліття Україна продовжувала купувати паливо в Росії – у тієї ж "ТВЕЛ".
2 вересня 2010 року завершився конкурс з вибору технології виробництва ядерного палива в Україні. Згідно з рішенням Комісії переможцем конкурсу визнано «Пропозицію ВАТ „ТВЕЛ“ на участь в конкурсі з вибору технології та партнера для організації в Україні виробництва ядерного палива для реакторів ВВЕР-1000».
27 жовтня 2010 р. паливна компанія «ТВЕЛ» і концерн «Ядерне паливо» підписали угоду про створення спільного підприємства (СП) для будівництва заводу з виробництва ядерного палива в Україні. Україна отримає контрольний пакет з 50 % плюс 1 акція, решту акцій отримає російська сторона.
18 серпня 2011 р. Комісія з вибору майданчика для розміщення підприємства з виробництва ядерного палива в Україні розглянула 3 альтернативні варіанти майданчиків для розміщення підприємства (Київська область, м. Славутич, Кіровоградська область, Маловисківський район, смт Смоліно, Дніпропетровська область, м. Жовті Води) та визнала майданчик у районі смт Смоліне Маловисківського району Кіровоградської області, як такий, що відповідає встановленим критеріям та вимогам до розміщення заводу з виробництва ядерного палива, та більшістю голосів рекомендувала майданчик в районі смт Смоліне для подальшого розгляду у складі техніко-економічного обґрунтування.
29 жовтня 2011 р. в смт Смоліне відбулися громадські слухання з питання будівництва в Україні заводу з виробництва ядерного палива для реакторів типу ВВЕР-1000.
4 жовтня 2012 року відбулися урочисті заходи з нагоди відкриття майданчика для будівництва заводу. В урочистих заходах взяли участь Прем'єр-міністр України М. Я. Азаров, Голова Кіровоградської обласної державної адміністрації С. М. Ларін, генеральний директор Державної корпорації по атомній енергії «Росатом» С. В. Кірієнко (Російська Федерація), Міністр енергетики та вугільної промисловості Ю. А. Бойко, генеральний директор ДК «Ядерне паливо» Т. В. Амосова, президент ВАТ «ТВЕЛ» Ю. О. Оленін, т.в.о. директор ПрАТ «Завод ЯП» Ю. Ф. Антіпов, представники апарату Верховної Ради України, представники Маловисківської районної ради та районної державної адміністрації Кіровоградської області. Серед запрошених також були присутні представники Державної інспекції ядерного регулювання, НАЕК «Енергоатом», ДП «СхідГЗК», ДП «УкрНДПРІпромтехнології», ВАТ «ДСПІ».
9 вересня 2013 року на будівельному майданчику розпочались роботи із спорудження заводу.
19 грудня 2013 року ЗМІ повідомляли про намір державного концерну «Ядерне паливо» (Україна) внести до статутного фонду СП суму в 42 млн доларів США до 31 грудня 2013. Паливна компанія «ТВЕЛ» раніше внесла таку саме суму до статутного фонду спільного підприємства. За словами міністра енергетики і вугільної промисловості Едуарда Ставицького, в проєкті державного бюджету на 2014 рік заплановано виділити 364 млн гривень на будівництво заводу. На 2014 рік також заплановано розпочати основні будівельні роботи на майданчику для запуску заводу в 2015 році.
У липні 2018 року Китайська компанія China Nuclear Fuel Corporation висловила зацікавленість у викупі російської частки (50% мінус 1 акція) у проєкті будівництва заводу ядерного палива на території України. Крім того, інвестор покриє витрати України, що раніше були здійснені на фінансування будівництва заводу.